# Dow AgroSciences
A Dow AgroSciences é uma empresa multinacional do setor de agroquímicos.

## Áreas de atuação
Diante da diversidade e do tamanho da produção agrícola nacional, a DowAgroSciences Brasil desenvolve soluções em diversas frentes.

### Sementes e biotecnologia
Na área de sementes e biotecnologia, oferece ao mercado híbridos de milho, braquiária, sorgo, girassol, além de variedades de soja.

### Proteção de cultivos

#### Herbicidas
A empresa também possui amplo portfólio de herbicidas, atendendo às necessidades do produtor rural nas principais culturas do país, como soja, milho, cana-de-açúcar, arroz, algodão, hortifruti e pastagem. Há também grande demanda por herbicidas por parte de empresas ferroviárias e companhias elétricas a fim de manter estradas,linhas ferroviárias e de transmissão mais acessíveis para os profissionais da área.
Os principais produtos dessa linha são os herbicidas Spider*, Verdict* R, Combine*, DMA*, Garlon*, Gliz**, Mannejo*, Pacto*, Padron*, Plenum*, Starane*, Tordon*.

#### Fungicidas
Após a aquisição da Rohm and Haas Agricultural Business, em junho de 2001, a Dow AgroSciences aumentou suas linhas de produtos para manejo de fungos em hortaliças, frutas, videiras, pastagens, arroz e cana-de-açúcar. Fazem parte dessa linha, o Dithane* -fungicida mais vendido no mundo-, bem como o Curathane* e o Bim*.

#### Inseticidas
Linha de frente do desenvolvimento e comercialização de soluções em mais de cem mercados agrícolas em todo o mundo, a linha de controle de insetos da Dow AgroSciences  protege culturas de alto valor, como milho, algodão, soja, frutas e hortaliças. Lorsban 480BR*, Intrepid 240SC e Tracer* são os representantes deste negócio. Multicultura e de aplicação tratorizada, o Lorsban 480BR possui excelente espectro de controle. Já a linha Intrepid 240SC é único regulador de crescimento do mercado que acelera a ecdise do inseto, podendo ser usado nas culturas do algodão, da soja, do milho e do tomate. O Tracer, por sua vez, derivado da fermentação de um organismo da natureza, foi vencedor do Green Chemistry Award em 1999 por seu controle em qualquer estágio da lagarta. Também é seletivo aos insetos benéficos.

## Pesquisa e Desenvolvimento no Brasil
A Dow AgroSciences possui centros de pesquisas e laboratórios em diversos estados brasileiros, além de uma Estação Experimental na cidade de Mogi Mirim, no interior paulista. Trata-se de um dos doze Centros de Pesquisa mantidos pela empresa no mundo cujo objetivo é o desenvolvimento e a caracterização de novas tecnologias e produtos -um processo que dura em média de 8 a 10 anos.
Também em Mogi Mirim, encontra-se o Laboratório de Química Ambiental voltado ao monitoramento do impacto ambiental dos produtos em desenvolvimento. O interior paulista abriga ainda o Laboratório de Formulações, em Franco da Rocha, onde são desenvolvidas novas formulações de produtos agroquímicos, e o Laboratório de Fitopatologia para a área de Sementes, em Jardinópolis, onde são realizadas diagnoses de doenças de milho e sorgo, além da produção de inóculos dessas doenças, dando suporte ao desenvolvimento de híbridos mais resistentes.
Ainda na área de Sementes, a Dow AgroSciences mantém Unidades de Pesquisas em Guaíra (SP), Indianópolis (MG), Castro (PR) e Cravinhos (SP), essa última teve um investimento que resultará em uma expansão de sua área em quatro vezes até 2015. Em cada uma dessas localidades, avaliam-se novos híbridos de milho para grãos e silagem de planta inteira e grão úmido, milho doce, milho verde, sorgo granífero e sorgo forrageiro. Também se realizam trabalhos na área de Biotecnologia.

### 2014
No ano de 2014 foram inaugurados mais dois locais de produção e pesquisa. No mês de março, tiveram início as atividades da Unidade de Beneficiamento de Sementes, em Luís Eduardo Magalhães (BA), onde serão realizadas etapas do processo de beneficiamento de sementes de milho, que engloba os processos de recebimento de espigas, retirada da palha, seleção, secagem e debulha (separação das sementes do sabugo).
No mês de abril, foi inaugurado o primeiro Centro de Pesquisa em Melhoramento e Conversão de Traits fora dos EUA, em Sorriso, no Mato Grosso. Os pesquisadores dessa unidade irão desenvolver híbridos de milho com características adaptadas ao clima tropical. Também serão realizadas pesquisas com soja, braquiária e sorgo.

## Unidades Dow Agrosciences no Brasil
- São Paulo (SP) - Escritório Central
- Jardinópolis (SP) – Usina e Unidade de Pesquisa
- MogiMirim (SP) - Estação Experimental
- Cravinhos (SP)- Usina e Unidade de Pesquisa
- Franco da Rocha (SP) – Fábrica/ Laboratório de Formulações
- Jacareí (SP) - Fábrica
- Guaíra (SP)- Unidade de Pesquisa
- Sorriso (MT) - Unidade de Pesquisa
- Castro (PR) - Unidade de Pesquisa
- Capinópolis (MG)- Unidade de Pesquisa
- Luís Eduardo Magalhães (BA) - Unidade de Beneficiamento de Sementes